# 浄閑寺
浄閑寺（じょうかんじ）は東京都荒川区南千住にある浄土宗の寺院。山号は栄法山。吉原遊廓の近くにあり、遊女の投げ込み寺としても知られる。
地名の三ノ輪から「三ノ輪の浄閑寺」と称されることも多い。

## 歴史
1655年に創建され、吉原遊廓の誕生（1657年）よりも2年早い。寺の公式サイトによると、同寺が投込寺と呼ばれるようになったのは安政の大地震（1855年）で大量の遊女が死亡した際にこの寺に投げ込むように葬られたことによる。
明治から昭和時代の川柳作家である花又花酔の句「生れては苦界　死しては浄閑寺」でも知られる。
「病気などで死んだ遊女は吉原遊廓の場合、浄閑寺に『～売女』という戒名で文字通り投げ込まれた」という説もあるが、それを裏付ける資料は古文書には一切なく、「売女」の戒名は「心中」「枕荒らし」「起請文乱発」「足抜け」「廓内での密通」「阿片喫引」など吉原の掟を破った者に限られていることが最近の研究で明らかになっている。この場合、素裸にされた上に荒菰（）に包まれ、寺に投げ込まれた。「人間として葬ると後に祟るので、犬や猫のように扱って畜生道に落とす」という考えによったとものとされている。

## 史跡
- 新吉原総霊塔[1] - 関東大震災や東京大空襲で死んだ遊女も祀られている。
- 永井荷風文学碑・筆塚[1]
- 三遊亭歌笑塚[1]
- 侠客濡髪長五郎墓
- 本庄兄弟首洗い井戸並びに首塚
- 新比翼塚[1]
- 若紫墓 - 明治時代に吉原随一と言われた遊女「若紫」こと勝田信子の墓がある。

## 行事
- 荷風忌 - 4月30日[1]

## 所在地
東京都荒川区南千住2-1-12

## 交通アクセス
- 日比谷線三ノ輪駅より徒歩約2分（経路案内）。
- 東京さくらトラム三ノ輪橋停留場より徒歩約4分（経路案内）。
- 南千住駅より徒歩約10分（経路案内）。